# フーゴー・フォン・ラドリン

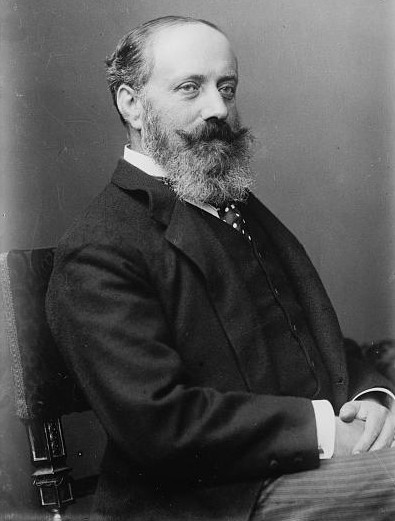
フーゴー・フォン・ラドリン侯爵、1915年

フーゴー・ユリウス・ラウル・エドゥアルト・フォン・ラドリン（Hugo Julius Raoul Eduard Fürst von Radolin, 1841年4月1日 ポーゼン - 1917年7月12日 ヤロチン城）は、ドイツ・プロイセン王国のポーランド系領主、外交官、宮内官。伯爵、1888年より侯爵。

## 生涯
プロイセン王室侍従・貴族院議員を務めたエメリッヒ・ラディスラウス・フォン・ラドリン＝ラドリンスキ伯爵（1808年 - 1879年）の息子として生まれた。ラドリン家は代々ポーゼン州に地盤を持ち、一家はラドリンとヤロチンの領主であった。ボン大学とベルリン大学で法学と国家学を学んだ。 1860年から1861年にかけて1年間、プロイセン軍第7驃騎兵連隊に志願兵として所属した。1862年、第2胸甲騎兵連隊所属の予備役少尉に任官する。1864年から1866年にかけては、ポーゼン州プレッシェン郡の地方裁判所に勤めた。
1866年よりプロイセン外務省に移り、様々な役職を経験した。1866年から1868年までは在フィレンツェ公使館付の駐在武官を務め、その後もパリやシュトゥットガルトの大使館員として働いた。普仏戦争後の約2年間にわたり、ドイツ帝国のフランス占領軍の最高司令部に所属した。1874年にはマドリードやドレスデンの大使館に勤務した。1876年から1881年まで、在コンスタンティノポリス大使館の一等書記官を務めた。1881年、ドイツ外務省のポーランド支局で勤務。1882年にヴァイマル駐在公使に昇進する。1880年よりプロイセン貴族院の議席を占めた。
1884年から1888年にかけ、ドイツ皇帝フリードリヒ3世（1888年まで皇太子）の侍従、侍従長を務めた。帝国宰相オットー・フォン・ビスマルク侯爵はポーランド系のラドリンを最初は冷遇しようとしたが、後にラドリンの忠誠心を認めて考えを改めた。同僚のフランツ・フォン・ロッゲンバッハ男爵は、ラドリンをビスマルクが皇太子夫妻の宮廷に放ったスパイではないかと疑っていた。ラドリンはスパイなどではなく、実際にはビスマルクと皇太子夫妻の両方の信頼を勝ち得た稀有な人物であった。外交姿勢では、友人の外務参事官フリードリヒ・フォン・ホルシュタインや皇太子夫妻と一緒になって親英政策を推進し、ビスマルクの親露政策の意義には懐疑的だった。
一方、ラドリンは皇太子妃ヴィクトリアの指図に背き、皇太子夫妻の長男で両親と対立関係にあったヴィルヘルムに、父皇太子が不治の病に冒されていることを知らせている。1888年、新皇帝ヴィルヘルム2世はラドリンに世襲の侯爵位を授け、その年のうちに枢密顧問官、皇帝の宮内長官、執事長官の役職を与えられた。
1892年より外交官に復帰した。1892年からはオスマン帝国駐在大使となり、1895年にはロシア帝国駐在大使に転じた（1901年まで）。1901年から1910年まではフランス駐在大使を務めた。こうした高い地位はヴィルヘルム2世と友人のホルシュタインの縁故により授けられたものであり、ラドリン本人の大使としての実績は低かった。ラドリンが1901年にロシア大使を退いたのは、ロシア皇后アレクサンドラ・フョードロヴナの不興を買ったためと言われる。フランス大使時代には独仏間の友好に務めたが、無駄に終わった。
私生活では、生涯に2度結婚した。1863年にイギリスの陸軍軍人の娘ルーシー・ウェイクフィールド（1841年 - 1880年）と最初の結婚をした。最初の妻と死別後の1892年、伯爵令嬢ヨハンナ・フォン・オッペルスドルフ（1862年 - 1947年）と再婚した。